# Glomus neurovasculaire
 (décembre 2016).
Si vous disposez d'ouvrages ou d'articles de référence ou si vous connaissez des sites web de qualité traitant du thème abordé ici, merci de compléter l'article en donnant les références utiles à sa vérifiabilité et en les liant à la section « Notes et références ».
Le Glomus neurovasculaire est une anastomose artério-veineuse que l'on trouve essentiellement dans le derme et l'hypoderme de la peau des extrémités.
Il joue un rôle dans la régulation thermique de l'organisme en court-circuitant des réseaux plus ou moins étendus de capillaires sanguins[réf. nécessaire].